# Mădălina Bereș
Mădălina Bereș est une rameuse roumaine, née le 3 juillet 1993 à Iași.

## Biographie
Le 4 août 2018, elle est sacrée championne d'Europe du deux de point à Glasgow avec Denisa Tîlvescu.
Le 1er juillet 2021, elle est nommée porte-drapeau de la délégation roumaine aux Jeux olympiques d'été de 2020 par le Comité olympique et sportif roumain, conjointement avec le nageur Robert Glință.

## Palmarès

### Jeux olympiques
- Jeux olympiques d'été de 2016 à Rio de Janeiro ( Brésil)
  -  Médaille de bronze en huit

### Championnats du monde
- 2017, à Sarasota ( États-Unis)
  -  Médaille d'or en huit

### Championnats d'Europe
- 2021 à Varèse ( Italie) :
  -  Médaille d'or en huit
- 2020 à Poznań ( Pologne) :
  -  Médaille d'or en huit
- 2019 à Lucerne ( Suisse) :
  -  Médaille d'argent en quatre de pointe
- 2018 à Glasgow ( Royaume-Uni) :
  -  Médaille d'or en deux de pointe
  -  Médaille d'or en huit
- 2017, à Račice ( République tchèque)
  -  Médaille d'or en deux de pointe
  -  Médaille d'or en huit
- 2016, à Brandebourg ( Allemagne)
  -  Médaille de bronze en deux de pointe
- 2015, à Poznań ( Pologne)
  -  Médaille de bronze en huit